# Cuevas de Sara

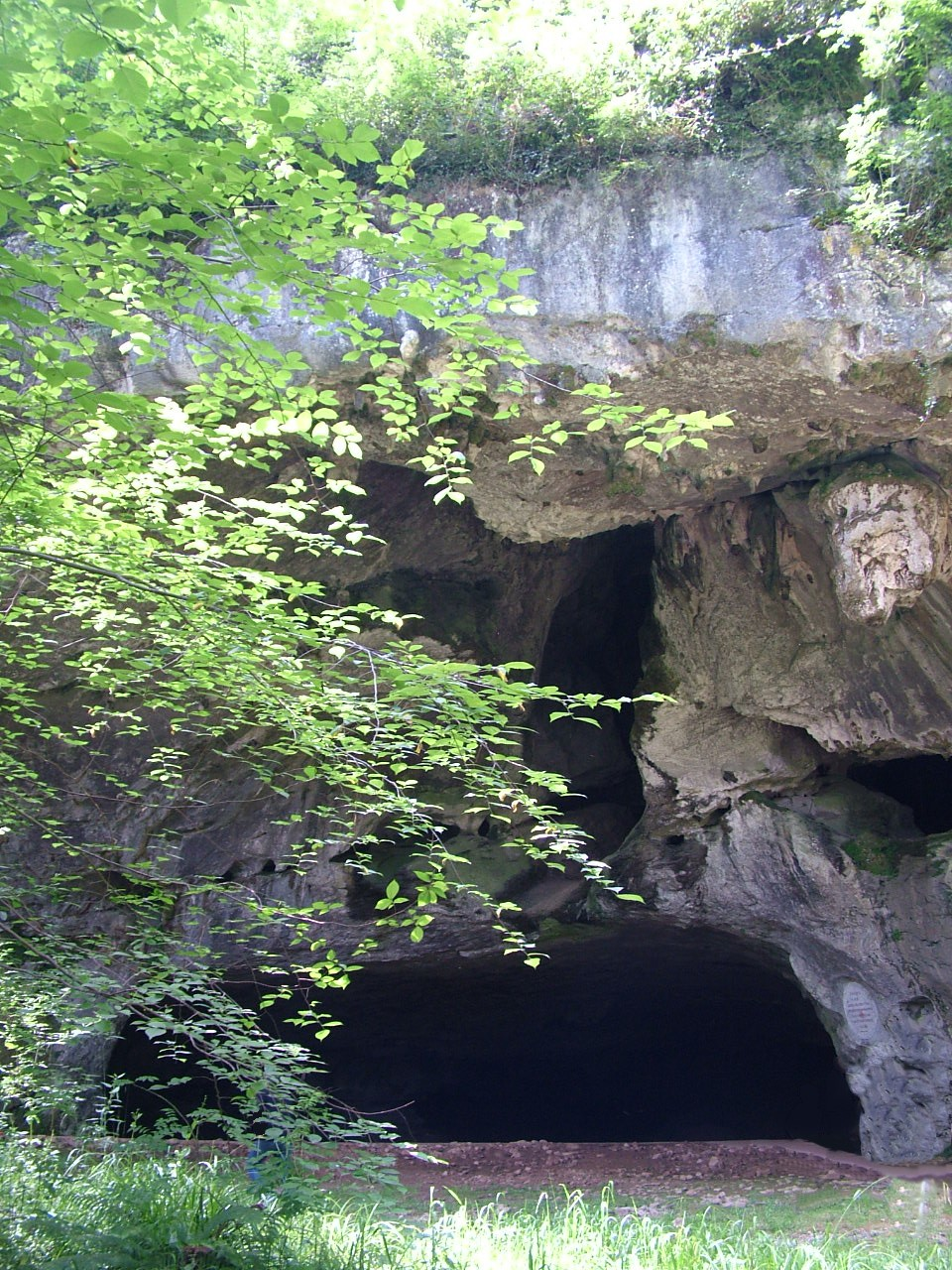
Entrada a la cueva de Lezea.

Las cuevas de Sara (en euskera: Sarako leizeak; en francés: Grottes de Sare) se encuentran en la comuna francesa de Sara, en el territorio histórico vascofrancés de Lapurdi, en el departamento francés de los Pirineos Atlánticos. Comenzaron a formarse hace unos 100 millones de años y comenzaron a ser pobladas durante el periodo prehistórico musteriense hace unos 45.000 años. Se sabe que desde el Neolítico hasta la Edad del Bronce la cueva de Lezea (una de las más importantes del conjunto) fue habitada por comunidades agricultoras y ganaderas gracias a los restos cerámicos y óseos. El etnólogo y prehistoriador José Miguel Barandiarán estudió la relación entre este conjunto de cuevas y la mitología vasca, ya que fueron objeto de leyendas y fueron escenario de las persecuciones sobre presuntas brujas en la región durante el siglo XVII. Guardan mucha relación con las Cuevas de Zugarramurdi (en España), usadas para los mismos fines en esa época. Actualmente están abiertas al público y son el tercer centro turístico en número de visitantes del País Vasco francés.